# Johann Carl Gottfried Loewe
Johann Carl Gottfried Loewe (Löbejün, 30 novembre 1796 – Kiel, 20 aprile 1869) è stato un compositore, direttore d'orchestra e baritono tedesco, esponente della musica romantica.
Sebbene oggi sia meno noto, in vita riscosse molti consensi, soprattutto come compositore di Lieder (stimati intorno ai quattrocento), che gli valsero l'appellativo di "Schubert della Germania del nord".

## Biografia
Nato in un piccolo centro della Sassonia, Loewe riceve dal padre i primi rudimenti musicali. Successivamente fu corista prima a Köthen, successivamente ad Halle dove ebbe modo di compiere gli studi. Madame de Staël rimase incantata dalla sua voce ed intercesse presso Girolamo Bonaparte per assegnargli una pensione che gli consentisse di approfondire i suoi studi musicali e per conseguire la laurea in teologia presso l'Università di Halle.
Nel 1820 divenne maestro di cappella e direttore della scuola musicale della Jakobikirche di Stettino, rimanendovi fino al 1846. In quegli anni divenne un compositore molto popolare ed interprete acclamato dei suoi Lieder, infatti nel decennio 1840-50 visitò in tournée vari paesi d'Europa, fra cui Inghilterra, Francia, Svezia e Norvegia. La sua notorietà gli valse il riconoscimento di membro dell'Accademia di Berlino nel 1837.
Complessivamente Loewe scrisse: cinque melodrammi, sebbene in vita ne sia stato rappresentato solo uno con scarso successo, Die drei Wünsche (1837); ben diciassette oratori, gran parte dei quali per voci maschili come Die Eherne Schlange e Die Apostel von Philippi (che furono di modello a Wagner per esempio nell'Agape degli apostoli). In ogni caso la genialità di Loewe si rintraccia oggi soprattutto nelle sue 368 ballate per voce e pianoforte in cui l'efficace tessuto armonico, un disegno melodico lineare ed espressivo in accordo con gli argomenti poetici del testo, hanno reso e rendono le sue creazioni ancora oggi molto popolari nel mondo tedesco. Fra le ballate più celebri annoveriamo: Edward, Wirtin Töchterlein, Erlkönig, Der Nöck, Die Uhr ed altre.

## Cicli di Lieder
Acht Jugendlieder
1. An die Natur
2. Die treuen Schwalben
3. Das Blumenopfer
4. Romanze
5. An die Nachtigall
6. Die Jagd
7. Heimweh
8. Sehnsucht

Serbischer Liederkreis, op. 15
1. Mädchen und Rose
2. Beim Tanze
3. Überraschung
4. Des Jünglings Segen
5. Liebesliedchen
6. Kapitulation

Gregor auf dem Stein, op. 38
1. Herolde ritten von Ort zu Ort
2. Im Schloß, da brennen der Kerzen viel
3. Der junge König und sein Gemahl
4. Ein Klippeneiland liegt im Meer
5. Wie bräutlich glänzt das heilige Rom

Der Bergmann, op. 39
1. Im Schacht der Adern und der Stufen
2. Von meines Hauses engen Wänden
3. Unser Herzog hat herrliche Taten vollbracht
4. Es steht ein Kelch in der Kapelle
5. Als Weibesarm in jungen Jahren

Esther, op. 52
1. Wie früh das enge Pförtchen knarre
2. Der König auf dem gold'nen Stuhle
3. Nun auf dem fremden Boden mehret
4. Spielt, Mägdlein, unter euer Weide
5. Wie wohnst du in des Reiches Städten

Paria, op. 58
1. Gebet des Paria
2. Legende
3. Dank des Paria

Frauenliebe (Liederkranz von Chamisso) op. 60
1. Seit ich ihn gesehen
2. Er, der Herrlichste von allen
3. Ich kann's nicht fassen, nicht glauben
4. Du Ring an meinem Finger
5. Helft mir, ihr Schwestern
6. Süßer Freund, du blickest
7. An meinem Herzen, an meiner Brust
8. Nun hast du mir den ersten Schmerz getan
9. Traum der eignen Tage

Waldblumen: Eine Liedergabe von Dilia Helena, op. 89
1. Das Glockenspiel (Vorspiel)
2. Dein Auge
3. Allmacht Gottes
4. Des Mädchens Wunsch und Geständnis
5. Du Geist der reinsten Güte
6. Mit jedem Pulsschlag leb' ich dir

Kaiser Karl V, op. 99
1. Das Wiegenfest zu Gent
2. Kaiser Karl V. in Wittenberg
3. Der Pilgrim vor St. Just
4. Die Leiche zu St. Just

Waldblumen: Eine Liedergabe von Dilia Helena, op. 107
1. Mondlicht
2. Alles in dir
3. Frühling

Der letzte Ritter, op. 124
1. Max in Augsburg
2. Max und Dürer
3. Max' Abschied von Augsburg

Agnete, op. 134
1. Es schaute in die Wogen die Maid im Abendschein
2. Sie stürzt dem Neck zu Füssen
3. Sie ist herauf gestiegen aus der kristallnen Gruft
4. Und heller und heller quollen die Hymnen, der Orgel Sang

Gesangskreis
1. Gesang des Kaisers
2. Gesang des Kaisers
3. Gesang des Polus
4. Gesang des Bischofs nebst Kyrie
5. Gesang des Polus
6. Wechselgesang des Polus und Bischofs nebst Kyrie
7. Gesang der Persis
8. Des Polus Taufe

Liederkranz für die Bass-stimme, op. 145
1. Meeresleuchten
2. Der Feind
3. Im Sturme
4. Heimlichkeit
5. Reiterlied